# Viadukt Landwasser
Viadukt Landwasser (nemško Landwasserviadukt) je enotirni šestločni železniški viadukt v krivini iz apnenca. Prečka potok Landwasser med Schmittenom in Filisurjem v kantonu Graubünden v Švici.
Oblikoval ga je Alexander Acatos. Viadukt Landwasser je med letoma 1901 in 1902 v imenu Retijske železnice, ki je lastnik in ga upravlja do danes, zgradilo podjetje Müller & Zeerleder. Viadukt stoji v trasi  Albulske železnice, ki je uvrščena na seznam svetovne dediščine, in je visok 65 metrov in dolg 136 metrov; njegov jugovzhodni opornik se neposredno povezuje s predorom Landwasser. Leta 2009 je bil viadukt Landwasser prvič po prvotni izvedbi obnovljen.

## Lega
Viadukt Landwasser, zgrajen iz temnega apnenca, je del železniškega odseka Albulske železnice med postajama Tiefencastel in Filisur in je na 63.070 kilometru od postaje Thusis.
Potnikom na vlakih, ki se približujejo viaduktu iz Tiefencastela, postane viadukt viden s precejšnje oddaljenosti. Prva pomembna značilnost tega pristopa je viadukt Schmittentobel, ki je sam po sebi precej velik. Nato lahko potniki v krivini med prečkanjem viadukta Landwasser opazujejo sprednji del vlaka, ki pelje v predor Landwasser. Na drugi strani predora odcep proge od Davos Platza tvori križišče z Albulsko železnico, ravno ko obe progi prispeta v Filisur. Tik preden dosežeta to križišče, lahko potniki na progi Davos – Filisur doživijo pogled na viadukt s severovzhoda.

## Tehnični podatki
Ena od presenetljivih značilnosti viadukta Landwasser je njegova izrazito ostra krivina s polmerom 100 metrov, kar je najmanj na celotni progi. Visok je 65 metrov in dolg 142 metrov. Zidana prostornina viadukta je približno 9.200 kubičnih metrov in je iz dolomitnega apnenca. Obsega šest razponov lokov, širokih 20 metrov, naslonjenih na pet visokih stebrov.
Viadukt Landwasser ima en sam železniški tir, ki ima prečni nagib 2 %. Jugovzhodni opornik viadukta Landwasser se nahaja na visoki pečini in na tej točki vodi neposredno v 216 metrov dolg predor Landwasser. Vhod predora je nameščen na navpični skalni steni, ki je bila namensko poravnana z viaduktom. Veljalo je za izzivalen arhitekturni podvig svoje dobe, njegova gradnja pa je uporabljala več inovativnih tehnik.
Gradnja viadukta Landwasser se je začela leta 1901 in je bila končana v naslednjem letu. Za Retijsko železnico ga je zasnoval Aleksander Acatos, za njegovo gradnjo so se odločili Müller & Zeerleder. Gradnja viadukta je bila izvedena brez gradbenih odrov, namesto tega sta bila uporabljena dva žerjava. Apnenčasti stebri so bili zgrajeni okoli z jeklom ojačanega jedra. V letu 2009, 106 let po njegovem dokončanju, so prvič popravili zid in korito viadukta. Da bi olajšali to prenovo, so okoli viadukta Landwasser začasno postavili modularne odre.

## Obnova 2009
Po 106 letih so bila leta 2009 potrebna popravila. Poleti 2009 je bil celoten viadukt obnovljen, ko je še obratoval. Stroški so znašali 4,6 milijona švicarskih frankov. V času obnove je bil celotni viadukt, vključno z vsemi stebri, opremljen z odrom. Obnova je bila izvedena tako, da opazovalec, razen razvedrila, na stavbi ne vidi nobene spremembe. To je bilo potrebno tudi zato, ker je viadukt Landwasser od julija 2008 vključen na Unescov seznam svetovne dediščine, zato spremembe oblike niso dovoljene. Celotni spoji zidov so bili ojačani z injekcijami od zunaj, pri čemer je zid tudi po več kot 100 letih delovanja še vedno v popolnem stanju. Poleg tega so na viaduktu postavili novo betonsko podkonstrukcijo tirov in nove tirnice. Stran betonskega korita je bila prekrita z granitnim zidom, tako da betona pri pogledu na viadukt ni mogoče videti s strani. Kljub obsežnemu delu, ki je trajalo več mesecev in je potekalo podnevi in ponoči v izmenah, so lahko vsi vlaki vozili po voznem redu. Približno četrtina del vlakom ni dovolila vožnje; opravili so jo ponoči. Da bi se viadukt lahko uporabljal tudi v času strjevanja sveže betoniranih odsekov, so bili ti pregrajeni z začasnimi konstrkcijami. Na območju gradbišča so morali strojevodje hitrost zmanjšati na 10 km / h. obnova je trajala približno 24.000 delovnih ur in trajala osem mesecev. Gradnja se je začela 9. marca. Najprej so postavili oder, kar je zaradi velikosti trajalo več tednov.

## V popularni kulturi
Viadukt Landwasser se na kratko pojavi kot most, ki so ga v animiranem filmu Anastasia leta 1997 uničili Rasputinovi sluge. Prikaz je bil višji, 4-nadstropni viadukt, ki je bil zelo podoben rimskemu akvaduktu, vendar je bil postavljen na Poljskem. 
Pojavi se tudi v prvih nekaj minutah filma Zdravilo za dobro počutje.
Menda se je viadukt Landwasser v preteklih letih pojavil več kot milijon krat na poštnih znamkah.
Od leta 2008 je UNESCO uradno priznal kulturni pomen železnice in značilnosti, kot je viadukt Landwasser, saj je bil uvrščen na seznam svetovne dediščine.

## Galerija
- Približuje se Tiefencastel.
- Panoramski Glacier Express vstopa v tunel Landwasser.
- Pogled s ceste.
- Pogled s severovzhoda.
- Z rdečim pokrovom med prenovo